# Dejandir Dalpasquale
Dejandir Dalpasquale (Encantado, 14 de dezembro de 1932 — Florianópolis, 9 de novembro de 2011) foi um contador e político brasileiro.
Foi vereador em Campos Novos, de 1958 a 1962, onde também foi prefeito, de 1966 a 1970, representando o Partido Trabalhista Brasileiro (PTB).
Foi deputado à Assembleia Legislativa de Santa Catarina na 7ª legislatura (1971 — 1975) e na 8ª legislatura (1975 — 1979), representando o Partido do Movimento Democrático Brasileiro (PMDB).
1º suplente do senador Jaison Barreto, de 1978 a 1986, foi senador interino em 1981. A segunda suplente foi Maria Shirley Donato, que chegou a assumir a cadeira do Senado ainda em 1981, quando Dejandir Dalpasquale se afastou temporariamente.
Foi ministro interino da Agricultura no governo de Itamar Franco, de 13 de outubro a 21 de dezembro de 1993.